# 瓜地馬拉異小鱂
瓜地馬拉異小鱂，為輻鰭魚綱鯉齒目鯉齒亞目花鳉科的其中一種，分布於中美洲瓜地馬拉的淡水流域，體長可達6公分，屬肉食性，生活習性不明。

## 擴展閱讀
維基物種上的相關：瓜地馬拉異小鱂